# 楚克語
楚克語(</tʃuːˈkiːz/>、亦稱:特拉其語(Trukese</trʌˈkiːz/>))是南島語族的特拉其-波納佩語族（Trukic–Ponapeic languages），主要使用在密克罗尼西亚联邦加罗林群岛楚克州群島。在有一些使用者分佈在澎贝岛(Ponape)及關島。估計使用者約為45,000人，包括使用為第二語言的人。
楚克語允許詞首形成長輔音的不同尋常之特點。西密克羅尼西亞語族的共同祖先被認為是擁有這個語音特色，但大多數現代後裔已經失去了這個語音特徵。
特拉其（Truk）和楚克（Chuuk）二詞在正字法上有所差異：舊有的(tr)音及目前的(ch)音寫為語音(tʂ)。

## 外部連結
- Chuukese Wordlist at the Austronesian Basic Vocabulary Database (Archive)
- Howard, Jocelyne. "CHUUKESE TRANSLATIONS." ( （页面存档备份，存于）) University of Hawaii.